# 小川町 (鹿児島市)
小川町（おがわちょう）は、鹿児島県鹿児島市の町。旧薩摩国鹿児島郡鹿児島城下上町和泉屋町、鹿児島県鹿児島府下上町和泉屋町、小川町。郵便番号は892-0817。人口は1,915人、世帯数は1,139世帯（2020年10月1日現在）。
1965年（昭和40年）より小川町の全域で住居表示を実施している。また、住居表示実施に伴う町域再編により町域の大部分が小川町に編入された和泉屋町（いずみやまち）についても本項で記述する。

## 地理
鹿児島市中部、稲荷川の下流域に位置している。町域の北方には浜町、上本町、南方には易居町、山下町、西方には長田町、東方には本港新町がそれぞれ接している。
町域の中央部を鹿児島市電が概ね東西に通っており、町域内には桜島桟橋通電停が設置されている。
北部を姶良市蒲生地域から山下町までを結ぶ鹿児島県道25号鹿児島蒲生線が通っているほか、町域の西端を国道10号が通っている。東端には国道10号のバイパスである鹿児島北バイパス（吉野町花倉 - 小川町）の終点がある。また鹿児島県道204号鹿児島停車場線が東部を通り、北東端付近で鹿児島駅方面に進路を変える。
教育施設は西部の国道10号、県道25号、鹿児島本線に挟まれた位置に鹿児島市立長田中学校がある。

## 歴史
現在の小川町は1889年（明治22年）の市制施行時の小川町、和泉屋町の大部分、生産町の一部にあたる。

### 町の成立から市制施行まで

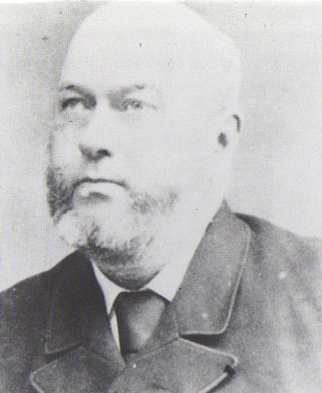
小川町に設置された鹿児島医学校病院（赤倉病院）の院長であったウィリアム・ウィリス

小川町の付近は江戸時代の弘化から嘉永年間にかけての埋立地である。小川町が町として成立した年代は不明であり、小川町という町名は1879年（明治12年）の「県治一覧概表」に初めて見える。小川町は明治時代初期には鹿児島府下上町のうちであった。
和泉屋町は江戸時代から見える町名であり、鹿児島城下上町のうちであった。「鹿児島市史第一巻」によれば宝暦年間頃の『通昭録巻七』に記載されている城下三町の上町六町のうちとして和泉屋町が記載されている。元禄9年に発生した大火では和泉屋町の借家から出火し、鹿児島城の本丸まで延焼した。詮議の結果放火であったことが判明し、犯人は市中引き回しの上、竹鋸引の刑に処された。このことが発端となり、海岸の埋め立てが行われ町屋敷が建設された。
明治時代前期には小川町、和泉屋町ともに平民が多く居住していた町人街であり、商業を営む世帯が和泉屋町に9戸あった。また、小川町には鹿児島監獄署が置かれた。明治3年（1870年）にはイギリス人医師のウィリアム・ウィリスが鹿児島医学校（現在の鹿児島大学医学部の前身）の創設者となり、鹿児島医学校の病院（別名：赤倉病院）を小川町に設置した。

### 市制施行から住居表示実施まで
1888年（明治21年）に公布された市制（明治21年法律第1号）に基づき、1889年（明治22年）2月2日に官報に掲載された「 市制施行地」（内務省告示第1号）によって鹿児島が市制施行地に指定された。3月5日には鹿児島県令第26号によって鹿児島郡のうち50町村が市制による鹿児島市の区域と定められ、4月1日に市制が施行されたのに伴い、鹿児島郡50町村（山下町、平之馬場町、新照院通町、長田町、冷水通町、上竜尾町、下竜尾町、池之上町、鼓川町、稲荷馬場町、清水馬場町、春日小路町、車町、恵美須町、小川町、和泉屋町、浜町、向江町、栄町、柳町、易居町、中町、金生町、東千石馬場町、西千石馬場町、汐見町、泉町、築町、生産町、六日町、新町、松原通町、船津町、呉服町、大黒町、堀江町、住吉町、新屋敷通町、加治屋町、山之口馬場町、樋之口通町、薬師馬場町、鷹師馬場町、西田町、上之園通町、高麗町、下荒田町、荒田村、西田村、塩屋村）の区域より鹿児島市が成立した。それまでの小川町は鹿児島市の町「小川町」、それまでの和泉屋町は鹿児島市の町「和泉屋町」となった。
1901年（明治34年）から4年間にわたり行われた鹿児島港の拡張工事に伴い生産町及び小川町の陸地の一部が切り取られ鹿児島港の港内水域となった。1901年（明治34年）には鹿児島駅の開業により鹿児島駅周辺に位置する小川町には商店が立ち並ぶようになり、1924年（大正13年）時点では小川町には40軒余りの商店が存在していた。1956年（昭和31年）には商店数が194軒にまで増加している。
明治時代後期から昭和時代にかけては大火が度々発生しており、1907年（明治40年）10月2日に和泉屋町を火元として45戸を焼失、1957年（昭和32年）2月18日には小川町を火元として23世帯を焼失し、死者13名の被害を出した。
また、第二次世界大戦中の1945年（昭和20年）7月27日には、アメリカ軍の爆撃機によって鹿児島駅周辺の一帯に対して爆撃が行われ、鹿児島駅に停車中の列車に爆弾が直撃したほか、駅周辺の車町、恵美須町、和泉屋町、柳町にも被害が及び死者420名、負傷者650名を出す惨事となった（鹿児島大空襲）。

### 住居表示実施以後

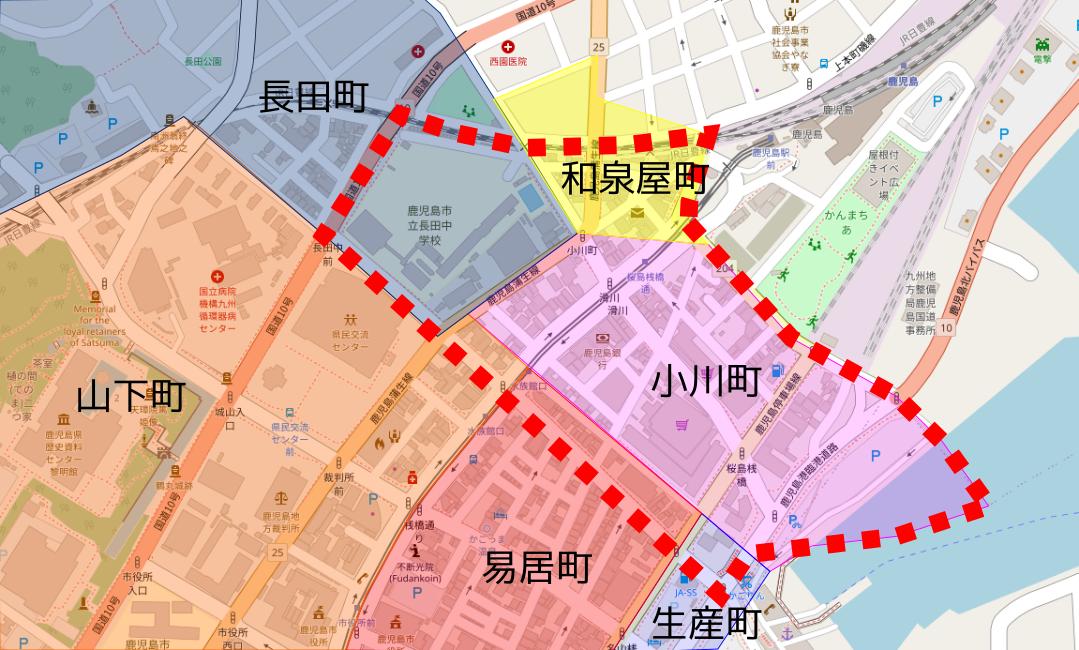
1962年の住居表示実施前の小川町の町域

1962年（昭和37年）に住居表示に関する法律が施行されたのに伴い、鹿児島市は鹿児島市街地域の住居表示に着手した。1965年（昭和40年）には中央地区で住居表示実施に伴い町の再編が行われ、長田町の一部（鹿児島市立長田中学校の敷地）、易居町の一部、山下町の一部、生産町（生産町については易居町の記事にて詳述）の一部、和泉屋町の大部分（日本国有鉄道鹿児島本線以南）が小川町に編入され、同時に小川町の区域で住居表示が実施された。
また、2年後の1967年（昭和42年）には、上町地区の一部において住居表示が実施され、住居表示の実施に伴い町の再編が行われた。これに伴って1965年（昭和40年）に既に小川町に編入された部分を除く和泉屋町の残部、恵美須町の全域、車町の一部、下竜尾町の一部、長田町の一部の区域より上本町が設置され、和泉屋町は廃止された。

### 町域の変遷
| 実施後         | 実施年             | 実施前           |
| -------------- | ------------------ | ---------------- |
| 小川町（編入） | 1965年（昭和40年） | 生産町（一部）   |
| 小川町（編入） | 1965年（昭和40年） | 和泉屋町（一部） |
| 小川町（編入） | 1965年（昭和40年） | 長田町（一部）   |
| 小川町（編入） | 1965年（昭和40年） | 山下町（一部）   |
| 上本町（新設） | 1967年（昭和42年） | 和泉屋町（全域） |
| 上本町（新設） | 1967年（昭和42年） | 恵美須町（全域） |
| 上本町（新設） | 1967年（昭和42年） | 車町（一部）     |
| 上本町（新設） | 1967年（昭和42年） | 下竜尾町（一部） |
| 上本町（新設） | 1967年（昭和42年） | 長田町（一部）   |

## 人口
以下の表は国勢調査による小地域集計が開始された1995年以降の人口の推移である。
| 年                 | 人口  |
| ------------------ | ----- |
| 1995年（平成7年）  | 1,623 |
| 2000年（平成12年） | 1,830 |
| 2005年（平成17年） | 1,665 |
| 2010年（平成22年） | 1,719 |
| 2015年（平成27年） | 1,965 |
| 2020年（令和2年）  | 1,915 |

## 施設

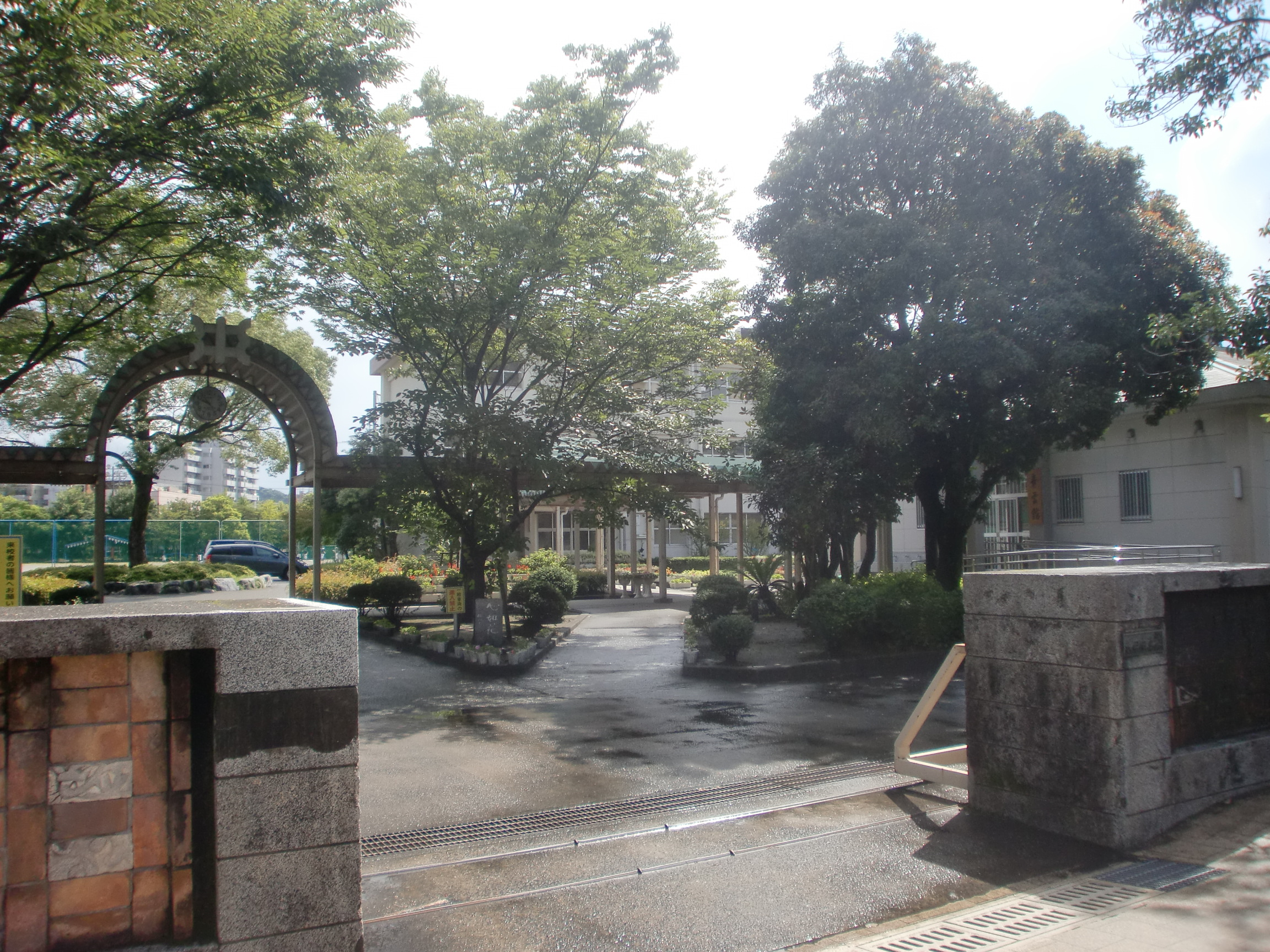
鹿児島市立長田中学校

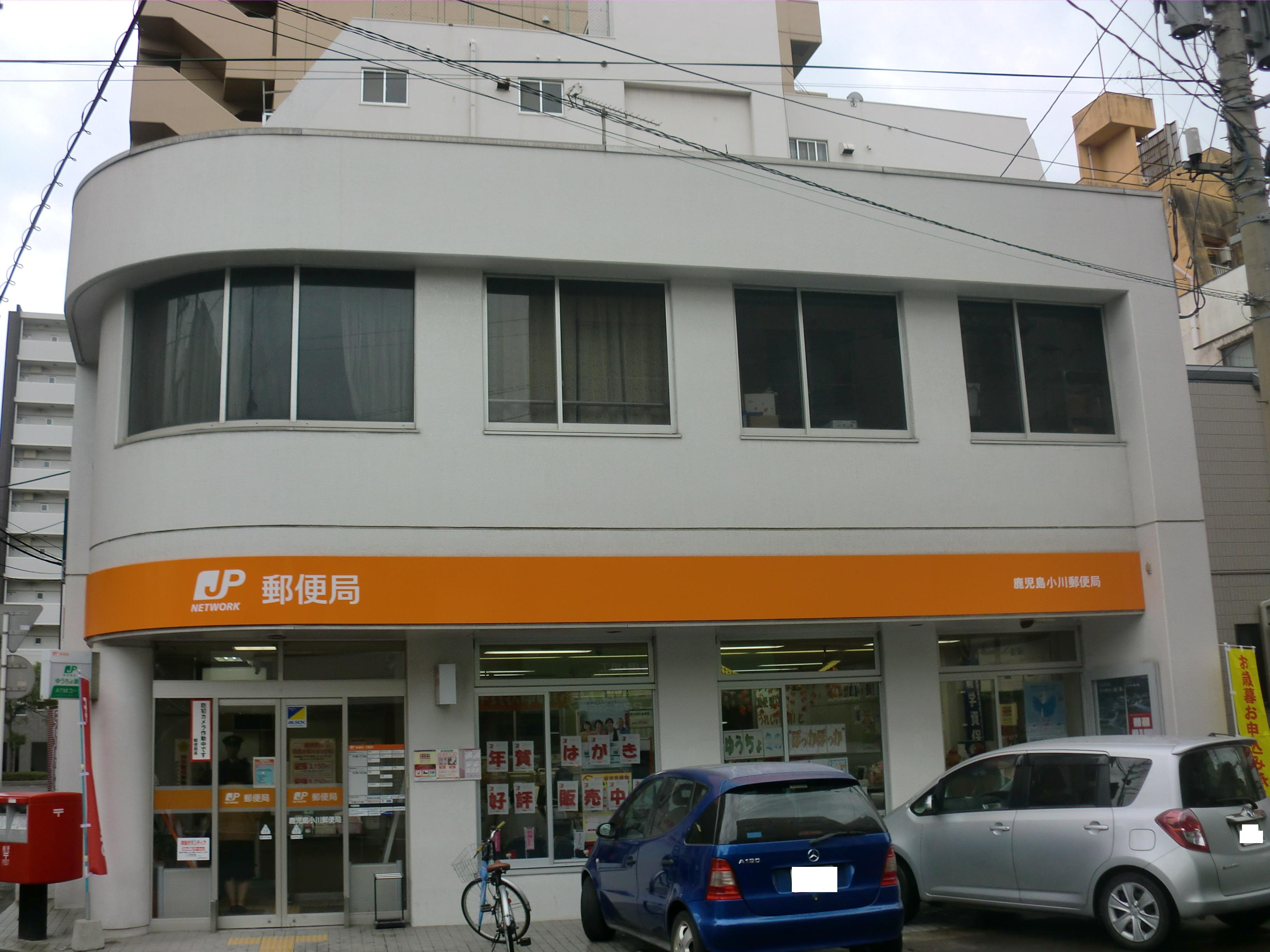
鹿児島小川郵便局

### 公共
- 鹿児島地域振興局本庁舎[39]
- 小川公園

### 教育
- 鹿児島市立長田中学校[40][41]

### 郵便局
- 鹿児島小川郵便局[42]

### 金融
- 鹿児島みらい農業協同組合本店
- 鹿児島銀行上町支店

## 小・中学校の学区
市立小・中学校に通う場合、学区（校区）は以下の通りとなる。
| 町丁   | 番・番地 | 小学校               | 中学校               |
| ------ | -------- | -------------------- | -------------------- |
| 小川町 | 全域     | 鹿児島市立名山小学校 | 鹿児島市立長田中学校 |

## 交通

### 道路
一般国道
- 国道10号
  - 鹿児島北バイパス
※国道10号の本線と鹿児島北バイパスは直接接続していない。

主要地方道
- 鹿児島県道25号鹿児島蒲生線

一般県道
- 鹿児島県道204号鹿児島停車場線

### 鉄道
鹿児島市交通局鹿児島市電1系統・2系統
- 桜島桟橋通電停

## 著名な出身者
- 棈松源一（1903年 - 1993年、モンゴル語学・モンゴル文化学者）
小川町生まれ[44]。日本におけるモンゴル語研究の先駆者で、大阪外国語学校（現・大阪大学外国語学部）初の日本人モンゴル語専任教員[45]。大阪外国語大学名誉教授[44]。